# José Puig y Llagostera

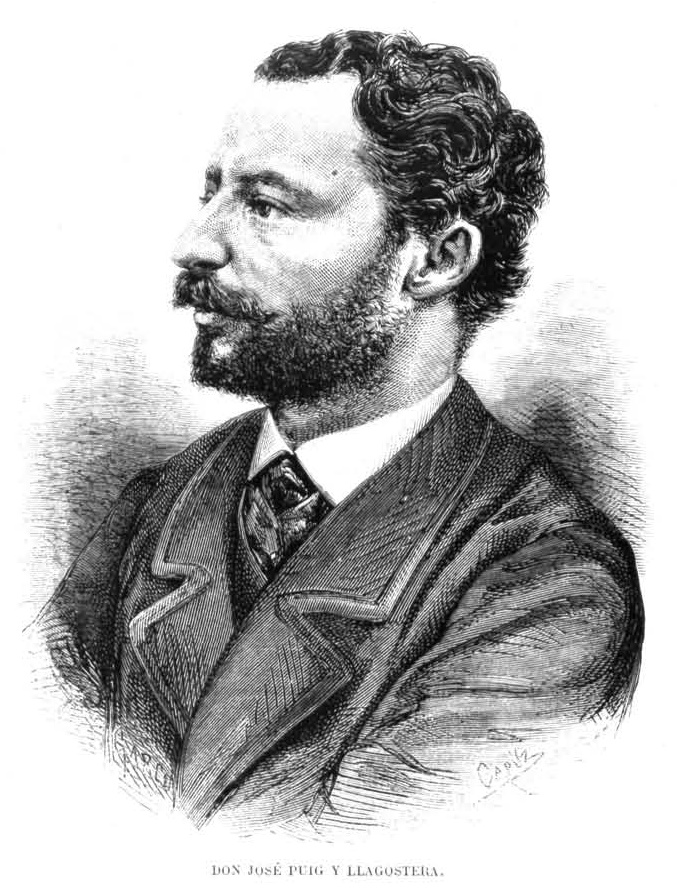
Retrato de José Puig y Llagostera, xilografía de Capuz por dibujo de García. La Ilustración Española y Americana, año XIV, n.º 9, 25 de abril de 1870.

Josep Puig i Llagostera (Villafranca del Panadés, 1835-Barcelona, 3 de diciembre de 1879) fue un industrial y político español, fundador e impulsor de la Colonia Sedó en Esparraguera, colonia obrera cercana a su fábrica, y diputado por Vich en 1870 y por Villafranca del Panadés en las primeras legislaturas de las Cortes de la Restauración.

## Biografía
Hijo de Miguel Puig Catasús (natural de Villanueva y Geltrú) y de Francesca Llagostera, hereu de nueve hermanos, estudió ingeniería en la escuela industrial de Barcelona y trabajó en el cuerpo auxiliar de Obras Públicas, con destino en Granada, antes de trasladarse a Londres como corresponsal de la empresa textil fundada por su padre en Esparraguera, Miguel Puig y Compañía. Creada en la década de 1840 con capital en gran medida procedente de los beneficios obtenidos del comercio con las colonias y gracias a los vínculos que algunos miembros de la familia tenían con Cuba, sufrió una crisis a raíz de la guerra de secesión de los Estados Unidos y en 1863 Miguel Puig murió súbitamente. Josep tuvo que regresar urgentemente desde Inglaterra para ponerse al frente de la fábrica, viéndose obligado en 1866 y 1867 a vender el algodón con pérdidas y a admitir nuevos socios, procedentes del mundo de la banca. 
Emprendedor, al tanto de las novedades técnicas que le permitiesen modernizar sus fábricas, probablemente francmasón y compartiendo ideas de los saint-simonianos, como la fe en la ciencia y el progreso industrial ligado a la máquina y al ferrocarril, además de algo excéntrico, acogió la Revolución gloriosa con expectación. En defensa de sus intereses, en buena parte coincidentes con los defendidos por los sectores proteccionistas y en todo caso contrarios al librecambismo del ministro Laureano Figuerola, dio el salto a la política.
Diciéndose «avezado desde niño a un grande amor al trabajo y a un gran desprecio por la política», fechó el 18 de octubre de 1868 un folleto titulado Cortar por lo sano. A los verdaderos amantes á la patria y el orden, y a cuantos se interesen de buena fe por la causa pública en el que recogía las cartas dirigidas a Figuerola, con quien chocó violentamente, y Prim, al que llamaba su amigo y había escondido en su fábrica cuando era perseguido, pero con el que pronto se enemistó. En él acusaba de los males del país a la empleomanía y, como remedio, proponía una ley de la función pública que quitase «todo el aliciente que ahora tiene para el ambicioso, para el vago y para el inepto», con propuestas como hacer inamovibles los empleos obtenidos por oposición, junto a otras extravagantes, como la de obligar a los empleados públicos a vestir incluso en sus casas un hábito de paño burdo con galones de estambre indicativos de su categoría. Sostenía que era posible «pasarnos sin trono, sin culto y clero, sin cesantías, y cuasi sin ejército» y defendía, para contener el gasto, declarar la enseñanza libre y suprimir las universidades e institutos así como «el cuerpo de caminos, rémora de las obras públicas», o vender Cuba y las restantes colonias a Estados Unidos, pues de todos modos se habían de perder.
En enero de 1870 fue elegido diputado por la circunscripción de Vich en las elecciones parciales celebradas para cubrir la vacante creada por la muerte de José Fernández del Cueto, a las que se presentó como republicano independiente, cosechando, según La Ilustración Española y Americana los votos de progresistas, republicanos, carlistas y alfonsinos. Sus discursos poco convencionales y su defensa del proteccionismo le indispusieron con la clase política y en 1870 también con los sindicalistas catalanes de la Primera Internacional. En 1872 sufrió un atentado que le hizo radicalizar sus posturas y en 1874, encerrado por sus propios obreros en su fábrica, se vio obligado a huir con su madre y refugiarse en Francia.
Con la Restauración fue elegido diputado por Villafranca del Panadés sin soporte de los partidos políticos y con el único apoyo del diputado Antonio Sedó, a quien puso al frente de su empresa. El 6 de diciembre de 1876 presentó al Congreso una proposición de ley pidiendo que fuesen fusilados «irremisiblemente» quienes incurriesen en el delito de conspiración y sedición, al tiempo que reconocía haberlo hecho él en dos ocasiones y no arrepentirse de ello, proposición que sería rechazada con solo su voto a favor.
Casado en 1874 con una joven obrera de su fábrica, Rosa Amat, con quien se instaló en Penyafort, castillo y convento desamortizado entre Olérdola y Santa Margarita y Monjós, tuvo una hija muerta prematuramente y un hijo, Miguel, que vivirá de las rentas al morir su padre en 1879 y pasar la dirección de la empresa a Antonio Sedó cuyo apellido dará nombre a la colonia inicialmente llamada Barriada Puig.